# Michael Learns to Rock (album năm 2004)
Michael Learns to Rock là album phòng thu thứ sáu của ban nhạc soft rock Đan Mạch Michael Learns to Rock. Nó được phát hành vào năm ngày 9 tháng 2 năm 2004 bởi hãng đĩa Medley Records (EMI). Tại châu Á album được phát hành với tên Take Me to Your Heart.
Bài hát tiêu đề "Take Me to Your Heart" được phát hành làm đĩa đơn mở đầu tại châu Á vào 26 tháng 10 năm 2003, phỏng theo ca khúc tiếng Trung nổi tiếng "Nụ hôn biệt ly" (tên gốc: "吻别", "Wen Bie") của Trương Học Hữu.

## Danh sách bài hát
1. "Frostbite" (đĩa đơn phát hành vào 4 tháng 10 năm 2003)
2. "Final Destination" (đĩa đơn phát hành vào 21 tháng 10 năm 2003)
3. "Take Me To Your Heart" (đĩa đơn phát hành vào 26 tháng 10 năm 2003)
4. "Don't Have To Lose" (đĩa đơn phát hành vào 17 tháng 11 năm 2003)
5. "Salvation" (đĩa đơn phát hành vào 20 tháng 11 năm 2003)
6. "Hit By A Feeling" (đĩa đơn phát hành vào 3 tháng 12 năm 2003)
7. "If You Leave My World" (đĩa đơn phát hành vào 12 tháng 12 năm 2003)
8. "This Is Who I Am" (đĩa đơn phát hành vào 29 tháng 12 năm 2003)
9. "Home To You" (song ca với Julie Berthelsen) (đĩa đơn phát hành vào 5 tháng 2 năm 2004)
10. "Laugh & Cry" (đĩa đơn phát hành vào ngày 19 tháng 3 năm 2004)
11. "One More Minute" (track tặng kèm ở châu Á)
12. "Without Your Love" (track tặng kèm ở châu Á)

## Xếp hạng
| Bảng xếp hạng (2004)                | Vị trí cao nhất |
| ----------------------------------- | --------------- |
| Album Đan Mạch (Hitlisten)          | 9               |
| Album Thụy Điển (Sverigetopplistan) | 34              |
| Album Thụy Sĩ (Schweizer Hitparade) | 89              |